# Бельо, Эдуард
Эдуард Алексанер Бельо Гиль (исп. Eduard Alexander Bello Gil; род. 20 августа 1995, Куа, Арагуа) — венесуэльский футболист, вингер клуба «Универсидад Католика» и сборной Венесуэлы.

## Клубная карьера
Бельо — воспитанник клуба «Яракуянос». 22 сентября 2013 года в матче против «Туканес де Амазонас» он дебютировал в венесуэльской Примеры. 19 января 2014 года в поединке против «Депортиво Тачира» Эдуард забил свой первый гол за «Яракуянос». Летом того же года Бельо перешёл в «Карабобо». 18 октября в матче против «Депортиво Ла Гуайра» он дебютировал за новую команду. 1 марта 2015 года в поединке против «Депортиво Тачира» Эдуард забил свой первый гол за «Карабобо». В 2018 году Бельо на правах аренды перешёл в чилийский «Депортес Антофагаста». 3 февраля в матче против «Коло-Коло» он дебютировал в чилийской Примере. 9 февраля в поединке против «Унион Ла-Калера» Эдуард забил свой первый гол за «Депортес Антофагаста». По окончании аренды клуб выкупил трансфер игрока.
В начале 2022 года Бельо перешёл в мексиканский «Масатлан». 22 января в матче против «Толуки» он дебютировал в мексиканской Примере. В этом же поединке Эдуард забил свой первый гол за «Масатлан».
Летом 2024 года Бельо подписал контракт с эквадорской «Барселоной» из Гуаякиль. 4 августа в матче против «Имбабура» он дебютировал в эквадорской Примере. В этом же поединке Эдуард забил свой первый гол за «Барселону». В начале 2025 года Бельо перешёл в «Универсидад Католика». 17 февраля в матче против «Аудакс Итальяно» он дебютировал за новый клуб. 1 марта в поединке против «Депортес Икике» Эдуард забил свой первый гол за «Универсидад Католика».

## Международная карьера
12 сентября 2018 года в товарищеском матче против сборной Панамы Бельо дебютировал за сборную Венесуэлы. 10 октября 2021 года в отборочном матче чемпионата мира 2022 против сборной Эквадора Эдуард забил свой первый гол за национальную команду.
В 2024 году Бельо принял участие в Кубке Америки в США. На турнире он сыграл в матчах против сборных Эквадора, Мексики, Ямайки и Канады. В поединках против эквадорцев и ямайцев Эдуард забил по голу.

### Голы за сборную Венесуэлы
| # | Дата            | Место                                   | Противник | Счёт | Результат | Соревнование                       |
| - | --------------- | --------------------------------------- | --------- | ---- | --------- | ---------------------------------- |
| 1 | 10 октября 2021 | Олимпийский стадион, Каракас, Венесуэла | Эквадор   | 0:1  | 0:1       | Чемпионат мира 2022 (квалификация) |
| 2 | 12 октября 2023 | Арена Пантанал, Куяба, Бразилия         | Бразилия  | 1:0  | 4:1       | Чемпионат мира 2026 (квалификация) |
| 3 | 22 июня 2024    | Ливайс Стэдиум, Санта-Клара, США        | Эквадор   | 1:2  | 1:2       | Кубок Америки 2024                 |
| 4 | 30 июня 2024    | Q2 Стэдиум, Остин, США                  | Ямайка    | 0:1  | 0:3       | Кубок Америки 2024                 |